# オトゥールズ
オトゥールズ（The Auteurs）は、1990年代のイギリスのロックバンド。

## 略歴
サーヴァンツのギタリストであったルーク・ヘインズが、バンドの活動停止に伴い、自宅にこもって一人で曲をつくり、1991年に自分自身のバンドとして立ち上げた。メンバーとして、以前にサーヴァンツのベーシストであり、ルークの当時の彼女であったアリス・リードマン、そしてかつての級友であるグレン・コリンズがドラマーとして加わった。ルークが一人で自宅録音した6曲入りのデモ・テープが業界関係者の目にとまり、スウェードのツアーにサポート・アクトとして帯同する。その後、ヴァージン・レコード参加のハット・レコードと契約してメジャー・デビューする。デビューした1993年のマーキュリー賞をスウェードと争い、一票差で敗れるものの、勃興するブリットポップの一バンドとして大きくメディアに取り扱われた。
しかし、皮肉屋のルークは流行には背を向けて、レコード会社のコマーシャリズムにつきあいつつも、独自路線を進んだ。そのため、現在ではブリットポップと分類されることはない。ファースト・アルバム『ニュー・ウェイヴ』制作時に、プロデューサーの意見でチェリストのジェームス・バンベリーを加え、またアメリカ・ツアーで奇行が目立ったドラマーのグレン・コリンズをバーニー・C・ロックフォードと取り替えるなどバンドの体裁を保ったものの、ほとんどルークのワンマン・プロジェクトだった。バンド名の由来は、フランスのヌーヴェルヴァーグの作家主義（Auteur Theory）からで、ファースト・アルバムのタイトルはヌーヴェルヴァーグの英訳である。1994年のセカンド・アルバム『ナウ・アイム・ア・カウボーイ』はバンドの商業的な頂点だった。ルークのつくる叙情的なメロディーはアメリカでは受けなかったものの、ヨーロッパや日本では一定の人気があった。
1996年のサード・アルバム『アフター・マーダー・パーク』ではプロデューサーとしてスティーヴ・アルビニを迎え、「Unsolved Child Murder」や「Buddha」や「Tombstone」などの重い題材を扱った曲を収録した。この年、ルークの創作意欲は止まず、続けてドイツ赤軍をテーマにしたアルバム『Baader Meinhof』をつくった。これにはオトゥールズの名は冠されず、ルークのソロ・プロジェクトとして扱われているものの、契約上は4枚目のアルバムとなった。その後、ルークは元ジーザス&メリーチェインのジョン・ムーアらとともにつくったブラック・ボックス・レコーダーなどの別プロジェクトに夢中になり、しばらくオトゥールズとしての活動は休止していたものの、レコード会社とのアルバム5枚の契約を完了するために、1999年に4枚目のアルバムを発表し、同時にラスト・ライブを行った。現在、ルークはソロ・アーティストとして活動している。
2003年、ルーク・ヘインズにより、オトゥールズとBaader Meinhof時代の楽曲の一部をオーケストラで再録音し、いくつかの新曲も収録したアルバム『Das Capital』がリリースされた（ジェームス・バンベリーも参加している）。
2017年の英「ガーディアン」紙のCaroline Sullivanによる記事「ブリットポップのソングベスト10」では、オトゥールズの「スターストラック」が1位に選ばれている。

## メンバー
- ルーク・ヘインズ (Luke Haines) - ボーカル、ギター
- アリス・リードマン (Alice Readman) - ベース
- ジェームス・バンベリー (James Banbury) - チェロ
- バーニー・C・ロックフォード (Barney C. Rockford) - ドラム

上記はファースト・アルバム発表後に固定化されたメンバーであるが、ルークは身内だけで固めた結成当初の3人編成に思い入れを持っていた。特にジェームス・バンベリーに対しては、正規の音楽教育を受けていて音楽の趣味も異なっていたことから、ロック・ミュージシャンではなく仕事としてレコード会社が雇ったメンバーにすぎないとして、自伝『Bad Vibes』の本文中では、一貫してただ「チェリスト」と記述している。

## ディスコグラフィ

### スタジオ・アルバム
- 『ニュー・ウェイヴ』 - New Wave (1993年) ※全英 35位[3]
- 『ナウ・アイム・ア・カウボーイ』 - Now I'm a Cowboy (1994年) ※全英 27位
- 『アフター・マーダー・パーク』 - After Murder Park (1996年) ※全英 53位
- 『ハウ・アイ・ラーンド・トゥ・ラヴ・ザ・ブートボーイズ』 - How I Learned to Love the Bootboys (1999年) ※全英 114位

### EP
- Live Acoustic EP (1993年)
- The Auteurs Vs. μ-Ziq (remixes), (1994年)
- Back with the Killer (1995年) ※全英 45位[3]
- Kids Issue (1996年) ※全英 163位

### コンピレーション・アルバム
- 『ピープル・ラウンド・ヒア・ドント・ライク・トゥ・トーク・アバウト・イット (ザ・コンプリートEMIレコーディングス)』 - People 'Round Here Don't Like To Talk About It - The Complete EMI Recordings (2023年)

### シングル
- "Show Girl" (1992年)
- "Housebreaker"/"Valet Parking" (1993年)
- "How Could I Be Wrong" (1993年)
- "New French Girlfriend" (1993年)
- "Lenny Valentino" (1993年) ※全英 41位[3]
- "Chinese Bakery" (1994年) ※全英 42位
- "Light Aircraft on Fire" (1996年) ※全英 58位
- "The Rubettes" (1999年) ※全英 66位